# Worms
Worms je mesto v Porenje - Pfalško, v Nemčiji, ki se nahaja ob Zgornjem Renu približno 60 kilometrov jugo-jugozahodno od Frankfurta ob Majni. Leta 2012 je imel okoli 80.000 prebivalcev.
Na predromanski osnovi, je bil Worms prestolnica Burgundskega kraljestva v začetku 5. stoletja in s tem prizorišče srednjeveške legende o Nibelungih, ki se nanaša na to obdobje. Worms je rimskokatoliška škofija vsaj od leta 614 in pomembna grofija v Palatinatu, Karla Velikega. Stolnica v Wormsu je ena od »cesarskih stolnic« in med najlepšimi primeri romanske arhitekture v Nemčiji. Worms je cvetel v visokem srednjem veku kot svobodno cesarsko mesto. Več kot sto cesarskih zborov je potekalo v Wormsu, tista iz leta 1521 (splošno znana kot državni zbor v Wormsu), se je končal z Wormsovim odlokom (Worms edikt), v katerem je bil Martin Luther razglašeni za krivoverca. Danes je mesto industrijsko središče kemične in kovinske industrije in je znano kot izvor vina Liebfraumilch.

## Ime
Ime Worms je keltskega izvora: Borbetomagus je pomenilo "naselje v vodnem območju". To se je sčasoma spremenilo v latinsko ime Vormatia, v uporabi od 6. stoletja, in se v srednjeveški hebrejščini imenovalo Vermayza (ורמיזא) in sodobni poljski obliki Wormacja". Veliko izmišljenih imen za Worms obstaja na naslovnih straneh tiskanih knjig, ko je bilo mesto že zelo zgodaj središče tiskarstva. Ime nima povezave deževniki

## Geografija

### Lega
Worms se nahaja v vzhodnem delu dežele Porenje - Pfalško v Zgornji dolini Rena. Nahaja se v jugovzhodnem delu regije Rheinhessen med Mainzem na severu in Ludwigshafnom na jugu na levi strani, na zahodnem bregu reke Ren. V severnem delu mesta v Ren priteka Pfrimm, južnem delu mesta priteka Eisbach (imenovan tudi Altbach). V skrajnem jugovzhodnem delu mesta je spodnji tok Eckbachsa, ki tudi teče v Ren. Na jugozahodu, oddaljeni 15 km, so obronki Pfalz gozda, na zahodu poteka gričevje Wonnegau, ki se konča čez Ren na ravnini hesenskega dela Odenwald. Najnižja točka Wormsa je 86,5 m nad morjem. V severnem območju mesta, v Ibersheimu, na nekdanjem rečnem otoku Ibersheimer Wörth, je najvišja točka 167 m, na zahodni meji okrožja Pfeddersheim in zahodni meji Nieder-Flörsheim neposredno ob cesti (državni cesti 443.

### Okrožja
Worms je razdeljen na osem občin z 19 okrožji. Vseh 13 vkomponiranih okrožij (pododdelki okolišev od 4 do 7), ki so poleg osrednjih okrožjih, imajo vsak svoj krajevni svet, predstojnika in lokalno oblast. Z velikim poudarkom na ohranjanju zaupanja, imajo svoj tipičen značaj.

### Klima
Zaradi svoje lokacije ob Zgornjem Renu, nižini med Pfalškim gozdom in Donnersbergom na zahodu in Odenwaldom na vzhodu je Worms eden najtoplejših in najbolj suhih krajev v Nemčiji.
Povprečna temperatura zraka v dolgoročnem obdobju 1951-1980 je znašala 10,3 °C. Povprečna količina padavin v tem obdobju je bila 608 mm. Padavine so predvsem v mesecih maju, juniju in juliju. Najbolj suh mesec je februar. Dolgoletno povprečje (1951-1980) sončnega obsevanja znaša 1709,7 ur.

## Zgodovina

### Antika
Mesto je obstajalo že v predrimskih časih. Ti so ga zasedli in utrdili pod Drususom v letu 14. pred našim štetjem. Od takrat je bila majhna četa pehote in konjenice nastanjena v Augusta Vangionum, to je naselju s prvotno keltskim imenom Borbetomagus. Posadka se je razvila v majhno mestece z značilnim rimskim tlorisom ulic, forumom in templji za glavne bogove Jupitra, Junono, Minervo (katere tempelj je bil na mestu poznejše stolnice) in [[Mars (mitologija)| Marsa.
Rimski napisi, oltarji in votivne podobe je mogoče videti v arheološkem muzeju, skupaj z eno  največjih evropskih zbirk rimskega stekla. Lokalni lončarji so delali v južni mestni četrti. Odlomki amfor vsebujejo sledove oljčnega olja iz Betike, ki so nedvomno prišle z ladjo po morju in potem navzgor po Renu.
V letih 411-413 se je rimski uzurpator Jovinus uveljavil v Borbetomagus kot cesarjeva lutka s pomočjo kralja Gundaharja Burgundskega, ki se je naselil v območju med reko Ren in Mozelo  nekoliko pred tem. Mesto je postalo prestolnica burgundskega kraljestva pod Gundaharjem (nem: Gunther). Nekaj ostankov tega zgodnjega burgundskega kraljestva je ohranjeno (zaponka pasu v Worms-Abenheim muzeju), sicer je bilo v letu 436 vse uničeno. Kombinirana vojska Rimljanov (pod vodstvom Aetiusa) in Hunov (pod vodstvom Atile) je uničila burgundsko vojsko v bitki pri Wormsu. Ubitih naj bi bilo 20.000 vojakov. Rimljani so vodili preživele proti jugu do rimskega okrožja Sapaudia (danes Savoja). Zgodba te vojne je kasneje navdihnila Pesem o Nibelungih.

### Srednji vek
Worms je rimskokatoliška škofija vsaj od leta 614, z zgodnjejšo objavo v 346. V frankovskem cesarstvu je mesto pomembna pfalška lokacija Karla Velikega, ki je tukaj zgradil eno od svojih številnih upravnih palač. Škofje so njegove posesti upravljali. Najbolj znan zgodnje srednjeveški škof je bil Burchard Wormski.
Stolnica v Wormu (Wormser Dom), ki je posvečena sv. Petru, je eden najlepših primerov romanske arhitekture v Nemčiji. Poleg bližnjih romanskih stolnic v Speyerju in Mainzu, je ena izmed tako imenovanih cesarskih stolnic (Kaiserdome). Še vedno obstajajo nekateri deli zgodnje romanskega sloga iz 10. stoletja, medtem ko je večina iz 11. in 12. stoletja, z nekaterimi poznejšimi dodatki v gotskem slogu.
Še štiri druge romanske cerkve, kot tudi romanska stara mesta trdnjava so tisti objekti, zaradi katerih je mesto drugo v Nemčiji po romanski arhitekturi za Kölnom.
Worms je cvetel v visokem srednjem veku. Ob prejetih daljnosežnih privilegijih angleškega kralja Henrika IV. (pozneje cesarja Henrika III.) je že leta 1074 mesto postalo tudi Reichsstadt, to je neodvisno od lokalnega območja in odgovorno samo cesarju. Tudi zato je Worms mesto, ki je gostilo več pomembnih dogodkov v zgodovini Svetega rimskega cesarstva. Leta 1122 je bil podpisan konkordat. Leta 1495 je Reichstag (Cesarski zbor) sklenil tukaj narediti poskus reforme razpadajočega cesarskega okrožja (Reichsreform). Najpomembnejši med več kot sto cesarskimi zbori, ki so potekali v Wormsu, je bil leta 1521, ko se je Reichstag končal z razglasom iz Wormsa, v katerem je bil Martin Luther razglašen za krivoverca po zavrnitvi preklica svojega verskega prepričanja. Worms je tudi rojstni kraj prve reformirane biblije, tako Martina Luthra nemško Sveto pismo in Williama Tyndala prva popolna angleška Nova zaveza iz 1526.
Mesto, ki je znano v srednjeveški hebrejščini po imenu Varmayza ali Vermaysa (ורמיזא, ורמישא), je bilo središče srednjeveške Aškenazi judovstva. Judovska skupnost je bila  ustanovljena v poznem 10. stoletju, prva sinagoga v Wormsu pa je bila zgrajena že leta 1034. V letu 1096 je lokalna mafija  umorila in križala osemsto Judov. Judovsko pokopališče v Wormsu - (Heiliger Sand] - datira iz 11. stoletja, in verjamejo, da je najstarejše ohranjeno pokopališče in situ v Evropi. Sinagoga Rashi iz leta 1175, je bila skrbno rekonstruirana po skrunitvi v Kristalne noči in je najstarejša v Nemčiji. Odlični študenti, rabini in strokovnjaki Wormsa so Shlomo Yitzhaki (Rashi), ki je študiral z R. Yizhak Halevi sgan haleviyem, Elazar Rokeachem, Maharil in Yair Bacharachem. Na sinodi, ki je potekala v Wormsu na prelomu 11. stoletja, je rabi Geršom ben Juda (Rabbeinu Geršom) prvič izrecno prepovedal mnogoženstvo. Sto let pred Kristalno nočjo leta 1938, je bila judovska četrt središče židovskega življenja. Worms ima danes le zelo majhno judovsko skupnost. Po prenovi v letih 1970 in 1980 je veliko stavb v četrti mogoče videti v stanju podobnem izvirniku, ohranjene kot muzej na prostem.

### Moderna doba
Leta 1689 v času devetletne vojne je bil Worms (kot bližnji kraji in mesta Heidelberg, Mannheim, Oppenheim, Speyer in Bingen) zaseden s četami kralja Ludvika XIV. Francoskega, čeprav le za nekaj tednov. Leta 1743 je bila podpisana pogodba, ki je končala drugo Silesiansko vojno med Prusijo in Avstrijo. Leta 1792 so mesto zasedli vojaki Francoske prve republike. Škofija Worms je bila sekularizirana leta 1801, pri čemer je bilo mesto preneseno v francosko cesarstvo. Leta 1815 je bil Worms prenesen v Veliko vojvodstvo Hesse v skladu s sklepi Dunajskega kongresa in kasneje Rhenish Hesse.
Po Bitki za Bulge je zavezniška vojska napredovala v Porenju v pripravah za načrtovan močan napad čez Ren v osrčje Rajha. Worms je bil močna nemška točka na južnem Porenju na zahodnem bregu Rena in nemške sile so se neizprosno upirale. Worms je bil v zadnjih nekaj mesecih druge svetovne vojne, v dveh napadih na 21. februar in 18. marca 1945, zelo močno bombardiran od Royal Air Force. Povojna raziskava je pokazala, da je bilo na mestnem območju uničenih 39 odstotkov mesta. RAF-ov napad 21. februarja je bil namenjen glavni železniški postaji na robu mestnega središča in na kemični tovarni jugozahodno od centra mesta. Napad pa je uničil tudi velika območja mestnega središča. Napad so izvedli s 334 bombniki, ki so v nekaj minutah odvrgli 1.100 ton bomb na center mesta. Stolnica v Wormsu je bila med stavbami v ognju, ko je nastal požar. Američani niso vstopili v mesto dokler niso osvojili mostu Remagen preko Rena.
V napadih je bilo ubitih 239 prebivalcev, 35.000 (60 %) je postalo brezdomcevi. Skupno je bilo hudo poškodovanih ali uničenih 6.490 stavb. Po vojni so notranje mesto obnovili večinoma v modernem stilu. Povojni Worms je postal del nove dežele Porenje - Pfalško.
Worms je danes ostro tekmuje z mestoma Trier in Köln za naziv "najstarejše mesto v Nemčiji".  Worms je edini nemški član mreže najstarejših evropskih mest. Multimedia Nibelungenmuseum je bil odprt leta 2001 in vsako leto organizira festival prav pred stolnico in poskuša podoživeti vzdušje predkrščanskega obdobja.
V letu 2010 je sinagogo v Wormsu prizadel požar. Osem vogalov stavbe je bilo v ognju, v okno je bila vržena molotovka. Ni bilo poškodovanih. Kurt Beck, ministrski predsednik zvezne dežele Porenje - Pfalško je obsodil napad in obljubil, da mobilizira vsa potrebna sredstva, da bi našli storilce, rekoč: "Ne bomo dopuščali takih napadov na sinagogo".

## Znamenitosti
- Judovsko pokopališče "Heiliger Sand".
- Vrtovi Heylshof.
- Vinogradi.
- Karta Wormsa, 1630. Judovski geto je označen z rumeno.
- Cerkev Sv. Martina
- Worms, 1576
- Worms – izris iz Topographia Germaniae, Matthäus Merian mlajši, 1655
- Rekonstruirana sinagoga iz leta 1961, slikana 2007

- Rekonstruirana novoromanska stolnica, posvečena Sv. Petru (12.-13. st.)
- Spominska cerkev Svete Trojice, največja protestantska cerkev v mestu (17. st.)
- Cerkev Sv. Pavla  (Pauluskirche) (13. st.)
- Kolegojska cerkev sv. Andreja (Andreaskirche) (13. st.)
- Cerkev Sv. Martina (Martinskirche) (13. st.)
- Liebfrauenkirche (15. st.)
- Luthrrov spomenik (Lutherdenkmal) (1868) (delo Ernsta Friedricha Augusta Rietschela)
- Rashi Sinagoga
- Judovski muzej v hiši Rashi
- Judovsko pokopališče
- Nibelungen Museum, časti srednjeveško visoko nemško epsko pesnitev Pesem o Nibelungih  (Nibelungenlied)
- Most Nibelungenbrücke (s stolpom Nibelungenturm) preko Rena
- Železniški most čez Ren iz leta 1900, (Nibelungenbahn)
- Vodni stolp v Wormsu

## Pomembni meščani
- Sveta Erentrude, ali Erentraud, (~650 v Wormsu –710) rimokatoliška devica
- Heribert Kölnški, rojen ~ 970 v Wormsu, nadškov v Kölnu in kancler Svetega rimskega cesarstva.
- Rabi Meir Rothenburški, nemški rabi in pesnik, glavni avtor tosafota na Rashijeve komentarje Talmuda
- Rabi Rashi (Shlomo Yitzhaki - Rashi), študiral v Yeshiva od 1065 do 1070
- Rabi Samuel Adler, uvedel judovsko reformo, rojen v Wormsu[6]
- Hans Diller (1905–1977), nemški klasični učenjak, specialist za starogrško medicino
- Ludwig Edinger, nemški anatom in nevrolog
- Hans Folz rojen 1435/1440 v Wormsu, srednjeveški pisatelj
- Friedrich Gernsheim, komponist, dirigent in pianist
- Johann Nikolaus Götz, pasnik
- Hermann Staudinger, rojen 16. avgust 1889 v Wormsu, kemik, ki je dokazal obstoj makromolekul, ki je značilna kot polimeri
- Hugo Sinzheimer, nemški pravnik, član Ustavne konvencije 1919
- Rudi Stephan, komponist

### Pobratena mesta
Worms je pobraten z:
| - Auxerre, Francja - Bautzen, Nemčija - Mobile, ZDA | - Parma, Italija - St Albans, Združeno kraljestvo - Tiberias, Izrael |

### Druge povezave
Je tudi član Zveze najstarejših evropskih mest.